# Salfacarus
Genre
Salfacarus est un genre d'acariens parasitiformes de la famille des Opilioacaridae.

## Distribution
Les espèces de ce genre se rencontrent en Afrique subsaharienne.

## Liste des espèces
- Salfacarus antsirananensis Vázquez & Klompen 2010
- Salfacarus dispar van der Hammen, 1977
- Salfacarus kirindiensis Vázquez & Klompen 2010
- Salfacarus lawrencei van der Hammen, 1977
- Salfacarus legendrei van der Hammen, 1977
- Salfacarus mahafaliensis Vázquez & Klompen 2010
- Salfacarus ranobensis Vázquez & Klompen 2010
- Salfacarus robustipes van der Hammen, 1977
- Salfacarus tanzaniensis van der Hammen, 1977

## Publication originale
- van der Hammen, 1977 : Studies on Opilioacarida (Arachnidea) 4. The genera Panchaetes Naudo and Salfacarus gen. nov. Zoologische Meded Leiden, vol. 50, n. 4, p. 43-78 (texte intégral).